# Австрия на летних Олимпийских играх 2008
Австрия принимала участие в Летних Олимпийских играх 2008 года в Пекине (Китай) в двадцать пятый раз за свою историю, и завоевала одну серебряную и две бронзовые медали. Сборная страны состояла из 70 спортсменов (40 мужчин, 30 женщин).

## Медалисты
| Медаль  | Спортсмен                | Вид спорта                  | Дисциплина                                 |
| ------- | ------------------------ | --------------------------- | ------------------------------------------ |
| Серебро | Людвиг Пайшер            | Дзюдо                       | Мужчины, до 60 кг                          |
| Бронза  | Мирна Юкич               | Плавание                    | Женщины, 100 м брассом                     |
| Бронза  | Виолетта Облингер-Петерс | Гребля на байдарках и каноэ | Женщины, байдарки-одиночки, гребной слалом |